# Жилатьє
Жилатьє, отрутозуб підозрілий, гелодерма аризонська  (Heloderma suspectum) — вид отруйних ящірок з родини гелодермових. Жилатьє є представником одного з двох видів отрутозубів. Загрозлива зовнішність і отруйні зуби відрізняють цих плазунів від інших видів ящірок.. Мешкає в США та Мексиці. Англійська назва «гіла-монстр» (англ. Gila monster) названа від річки Гіла в Аризоні. Ексенатид, речовина, яка згодом стала попередником інкретинових препаратів і використовувалась у медицині як препарат для лікування діабету, була виявлена в слині аризонської гелодерми. Це велика, повільна рептилія, довжиною до 56 сантиметрів, і єдина отруйна ящірка, що мешкає в Сполучених Штатах.

## Систематика
Вид включає два підвиди  :
Клас'- 'Плазуни
Ряд' -'Лускаті
Родина -'Отрутозуби
Рід/Вид — Heloderma suspectum
'Heloderma suspectum suspectum — поширений у південній частині ареалу виду;
- Heloderma suspectum cinctum — займає північну частину ареалу (зустрічається переважно в пустелі Мохаве).

## Зовнішній вигляд
Досить велика ящірка. Маса тіла може досягати 2 кг. Тіло аризонської гелодерми досягає в довжину до 60 см, з яких 15-17 см припадає на хвіст. Хвіст рептилії коротше решти тіла. Забарвлення строкате: на темно-бурому основному фоні розташовані оранжево-жовті, оранжево-червоні, червоно-бурі або білувато-жовті плями. На хвості чергуються темні та світлі поперечні смуги. Спина забарвлена в темно-коричневий колір і вкрита рожевими плямами неправильної форми. Вони створюють широкі поперечні смуги, які особливо помітні на хвості . Забарвлення та малюнок мінливі. Іноді темний фон переважає, а світлий малюнок виражений у вигляді окремих, більш менш правильно розташованих плям і смуг. В інших випадках тварини можуть бути оранжево-червоними або буро-жовтими з окремими темними плямами. Молоді особини пофарбовані контрастніше та яскравіше.

## Характерні особливості жилатьє
Тіло: валькувате, видовжене, кремезне, з великою головою. Шкіра: горбкувата луска. Оранжевий візерунок на темному тлі маскує варана в пустелі серед піску і каміння. Кігті: короткі, але гострі; ящур ними викопує з піску яйця черепах, ящірок і змій і закопує власні яйця. Язик: з його допомогою він досліджує запахи і передає сигнали в аналізатори до Якобсонова органу, що розташований у ротовій порожнині. Хвіст: товстий і короткий, у ньому зберігаються запаси жиру, завдяки яким плазун переживає несприятливі періоди, коли мало їжі і води (понад 5 місяців).

## Спосіб життя
Переважно наземний, але іноді може лазити по рослинності в пошуках їжі . Поодинокі представники, активні вночі, м'ясоїдні.
Якщо його застати зненацька, варан притискається до землі і, щоб справити на ворога враження своїми розмірами, піднімає голову, показує зуби і шипить, готуючись напасти.
Жилатьє мешкає в сухих кам'янистих пустелях і напівпустелях південно-західної частини США і районах Північно-Західної Мексики, що межують з ними. Він віддає перевагу чагарниковим заростям, які забезпечують жилатьє достатньою кількістю вологи. Вдень цей варан зазвичай нерухомо сидить в укритті під каміннями або в норі, яку сам викопує. Іноді він заселяє готову, покинуту нору якого-небудь пустельного гризуна. Там же жилатьє проводить зиму, впадаючи в дрімотний стан. У цей період життєдіяльність організму жилатьє підтримується шляхом накопичених влітку запасів жиру. Навесні варана можна спостерігати навіть вдень. У цей час він гріється на сонці. Влітку жилатьє веде сутінковий і нічний спосіб життя. У суху і спекотну пору року впадає в сплячку, а пробуджується коли вологість повітря значно підвищується.

## Розмноження
Шлюбний період жилатье починається влітку. Спаровування варанів триває довго, іноді близько години. У липні або на початку серпня самка відкладає 3-15 великих (довжина яєць близько 7 см, а ширина 3 см за розміром схожі на курячі) білих, вкритих тонкою шкірястою оболонкою яєць у глибоку ямку, яку сама викопує передніми лапами. Потім вона засипає ямку піском. Таким чином, яйця опиняються у вологому ґрунті на глибині приблизно 12 см, їх зігріває розжарений сонцем пісок. Інкубація триває приблизно один місяць, молоді варани з'являються в кінці серпня — на початку вересня. Їхня довжина складає близько 12 см. Молоді жилатьє забарвлені яскравіше за своїх батьків.

## Середовище існування
Аризонська гелодерма рідко зустрічається в сільськогосподарських районах. В американських пустелях Мохаве і Сонора аризонська гелодерма населяє території на висоті моря (Сонора) до 30 м над рівнем моря. (Аризона), від 1180 до 1950 м над рівнем моря (Нью-Мексико) і до 1545 м над рівнем моря (у нижніх частинах гірських схилів і прибережних районах на півдні Аризони). Місця проживання вкриті трав'янистою, пустельною рослинністю, а в пустелі Сонора ще й колючими чагарниками. Дуб або сосна. Вони знаходять притулок під густими чагарниками, під камінням або в барлогах. Гелошкірі, що живуть в Аризоні, проводять більшу частину часу (приблизно 98 %) під укриттям, тоді як в Юті вони проводять 95 % часу під землею .

## Живлення
Харчується головним чином яйцями птахів і рептилій (особливо яйцями черепахи Gopherus agassizii), а також птахами, ящірками та дрібними ссавцями (крольчатами, мишами та білками). Маса їжі, яку здатний за один прийом поглинути дорослий отрутозуб, може сягати 35 % маси його тіла. При рясному харчуванні швидко накопичує жир у хвості. Ящірка харчується не більше 10 разів на рік. Жилатье в пошуках їжі керується головним чином нюхом. Запахи, що їх оточують, вони відчувають за допомогою язика, пробуючи повітря. Таким чином вони переносять запахи у Якобсонів орган, що знаходиться в піднебінні. Виявивши сліди потенційної здобичі, жилатье безпомилково слідує по запаху, при цьому головну роль у виявленні жертви грає роздвоєний язик. Варан досить жвавий, легко наздоганяє і несподівано атакує здобич, встромлюючи в неї свої гострі зуби. Найчастіше всього жилатьє нападає на неуважних птахів і розоряє їхні гнізда, поїдаючи яйця і пташенят, що вилупилися. Жилатьє полює також на гризунів, ящірок, комах, багатоніжок і черв'яків. Отрутозуби не гидують останками мертвих тварин. Жилатье ковтає свою здобич цілою. Пташині яйця він заздалегідь розбиває або розгризає, потім вилизує їх вміст або стискає в щелепах і чекає, коли білок разом з жовтком стечуть до нього в горло. У жилатье на нижній щелепі знаходяться отруйні зуби, укус яких має нервово-паралітичну дію. Отрута жилатьє уповільнює роботу серця й легенів та без зусиль вбиває невеликих птахів і ссавців. Проте жилатье рідко уприскує в них отруту, оскільки для вбивання здобичі зазвичай вистачає гострих зубів.

## Особливості пристосування
На відміну від інших отруйних плазунів, жилатьє варто стиснути жертву зубами, після чого отрута вільно стікає в ранку, що утворилася. Отруйні залози жилатьє розвинулися зі слинних залоз. Вони бувають до 4 см завдовжки і розташовані на нижній щелепі під передніми отруйними зубами. Коли варан упивається зубами в здобич, отрута із залоз витікає і скупчується між його нижньою губою і яснами, звідти і потрапляє в порожнину зубів і, нарешті, в тіло жертви. При сильному стисненні щелеп зуби жилатье проникають на глибину одного сантиметра, а схоплена таким чином жертва неспроможна перешкодити проникненню отрути у зроблену зубами рану. Жилатьє може прискорити процес вмирання тварини, завдаючи їй багаторазових укусів. Укуси жилатьє для людини є болісними, викликають набряки, але до смерті вони призводять лише у виняткових випадках. Фізіологічна дія їхньої отрути — нейротоксинів — проявляється ураженням центральної нервової системи, дихання.

## Географічне поширення
Поширені жилатьє на південному заході США в штатах Юта, Невада, Аризона і Нью-Мексико, в окрузі Сан-Бернардіно (Каліфорнія), а також у північно-західній Мексиці від Сонори до півночі Сіналоа.

## Охоронний статус
Чисельність жилатьє відносно стабільна, але місцями знижується у зв'язку з руйнуванням місць перебування. Вид занесений до Червоної книги МСОП та Конвенції про міжнародну торгівлю СІТЕС. Цих тварин відловлюють з метою утримання в неволі як тераріумних тварин. Полювання та вилов цих ящірок у природі в США заборонено.

## У культурі
Антропоморфний аризонський отрутоящур Шанс (англ. Chance) — офіційний маскот клубу НХЛ «Вегас Голден Найтс». Вперше був представлений 13 жовтня 2017 перед другим домашнім матчем «Вегаса» проти «Детройт Ред Уінгз».

### Цікаві факти
- Жилатьє вважаються дуже небезпечними для людини, хоча самі ніколи не нападають на людей першими. Укус цього варана викликає смерть. Якщо вкушеній людині вчасно не надати медичну допомогу, вона може померти протягом декількох діб. Чи наступить летальний результат, залежить від глибини рани і кількості отрути, що потрапила в неї. Укус ящірки дуже болючий.
- Жилатьє на батьківщині називають «гіла монстр», оскільки він мешкає в басейні річки Гіла (ліва притока Колорадо). Про жилатьє ходить багато легенд, розповідають, наприклад, що він наділений магічною силою і його неможливо здолати.
- Очевидці свідчать, що жилатьє, що вчепився зубами в жертву, перевертається на спину, щоб отрута з нижніх зубів швидше потрапила в рану.
- На жилатьє полюють небагато тварин. Впоратись із ним під силу тільки деяким видам змій.